# That Mothers Might Live
That Mothers Might Live é um filme de drama em curta-metragem estadunidense de 1938 dirigido e escrito por Fred Zinnemann. Venceu o Oscar de melhor curta-metragem em live-action: 1 bobina na edição de 1939.

## Elenco
- Shepperd Strudwick - Dr. Ignaz Semmelweis (creditado como Sheppard Strudwick)
- John Nesbitt